# Kalmár Melinda
Kalmár Melinda (Salgótarján, 1959. október 31. –) magyar történész, irodalmár, a Szegedi Tudományegyetem Jelenkortörténeti Tanszékének tudományos főmunkatársa.

## Tanulmányai
1974 és 1978 között a salgótarjáni Bolyai János Gimnázium tanulója volt. 1979 és 1984 között a József Attila Tudományegyetem magyar–történelem szakán tanult. 1987-ben dr. univ, 1998-ban PhD tudományos fokozatot szerzett. 2024-ben elnyerte az MTA doktora fokozatot.

## Munkahelyei, kutatásai, tudományos tagságai
1984–1991 között az MTA Irodalomtudományi Intézet kutatója, 1991-től 1998-ig az MTA Jelenkorkutató csoport és az OKTK cenzúrakutatócsoport tagja és OTKA témavezetője, az 1998-1999-es években a Művelődési Minisztérium és a Soros Alapítvány támogatásával a rendszerváltás-kutatás részeként a nyolckötetes A rendszerváltás forgatókönyve egyik szerkesztője, szerzője. 1998–2001 között az ELTE Művészetelméleti és Médiakutató Intézet OTKA posztdoktori ösztöndíjasa, 2005-2006-ban az MTA Lukács Archívum OTKA-ösztöndíjasa, 2016-tól a Cold War History Research Center tanácsadó bizottságának tagja, 2016-tól az SZTE Jelenkortörténeti Tanszék tudományos főmunkatársa, az Összehasonlító Jelenkortörténet doktori program oktatója, 2018-tól az MTA II. világháború története albizottság tagja, 2023-tól az MTA Szegedi Területi Bizottsága Egyetemes Történeti Munkabizottságnak tagja, 2019 és 2024 között a Globalizációtörténeti Kutatócsoport tudományos főmunkatársa. Számos rádió- és tévéinterjú szakértője.
2024. június 3-án került sor az MTA doktora pályázatának nyilvános védésére, ahol elnyerte a fokozatot.
Külföldi tanulmányutak: 1989 Berlin, 1990 London, 1991 London, 1992 Washington, 2001-2002, 2006-2007, 2016 New York.

## Fő kutatási területe
A 20. századi autoriter rendszerek működése, ideológiája; a szovjet- és szovjetvariáns rendszerek kialakulása, civilizációs beágyazottsága, információs- és tájékoztatáspolitikája, ideológiája, kultúrája, kultúrpolitikája és kulturális intézményrendszere, ünnepei, kultuszai, szimbolikája. A szovjet modell és a szovjetvariáns kelet-európai és magyar modellek globális kontextusai.

## Főbb publikációi

### Monográfiák
- Ennivaló és hozomány. A kora kádárizmus ideológiája. Budapest, Magvető, 1998. (Független hivatkozások száma: 652)
- Történelmi galaxisok vonzásában. Magyarország és a szovjetrendszer 1945–1990. Budapest, Osiris Kiadó, 2014. (Független hivatkozások száma: 726)
- Korporatív, szovjet, hibrid. Egy formáció metamorfózisa. Budapest, Osiris Kiadó, 2021.

### Szerkesztett kötetek, forráskiadás
- A rendszerváltás forgatókönyve. 1–4. kötet. Társszerk: Bozóki András, Elbert Márta, Kalmár Melinda, Révész Béla, Ripp Erzsébet, Ripp Zoltán, Budapest: Magvető Kiadó, 1999
- A rendszerváltás forgatókönyve. 5–8. kötet Társszerk: Bozóki András, Elbert Márta, Kalmár Melinda, Révész Béla, Ripp Erzsébet, Ripp Zoltán, Budapest: Új Mandátum Kiadó, 2000
- Zárt, bizalmas, számozott. Tájékoztatáspolitika és cenzúra, 1956–1963. Társszerk.: Cseh Gergő, Kalmár Melinda, Pór Edit, Budapest: Osiris, 1999
- Political Transition in Hungary, 1989-1990. A Compendium of Declassified Documents and Chronology of Events. Co-eds.: Csaba Békés, Malcolm Byrne, Kalmár Melinda, Zoltán Ripp, Miklós Vörös, Washington—Budapest: National Security Archive, Cold War History Research Center, 1956 Institute, Budapest, 1999
- Rendszerváltozás Magyarországon 1989–1990. Dokumentumok. Társszerk.: Békés Csaba, Malcolm Byrne, Kalmár Melinda, Ripp Zoltán, Vörös Miklós, Washington—Budapest: National Security Archive, Hidegháború-történeti Kutatóközpont, 1956-os Intézet, 1999
- Students on the Cold War: New findings and interpretations. Társszerk.: Békés Csaba, Kalmár Melinda, Budapest, Corvinus University of Budapest, 2019

### Válogatott tanulmányok
- Az ideológiaközvetítő nyilvánosság szerkezetváltozása. Holmi, 1995
- Az irodalmi élet szerkezetváltozása 1956–1962. HOLMI 1997, 9:1, 78-95.
- A politika poétikája: Irodalomideológia az ötvenes évek első felében. HOLMI, 1993, 5, 715-730.
- Lukács és a koegzisztencia. Beszélő, 1997
- Modellváltástól a rendszerváltásig. Az MSZMP taktikájának metamorfózisa a demokratikus átmenetben. In: Bozóki, András (szerk.) Új Mandátum Kiadó, 2000
- Political transition in Hungary in 1989. Bulletin, Cold War International History Project, Woodrow Wilson Center for Scholars, Washington DC., 2001 (with Csaba Békés)
- Az optimalizálás kísérlete. Reform-modell a kultúrában. 1965–1973. In: Rainer M. János (szerk.) „Hatvanas évek” Magyarországon.  1956-os Intézet, Budapest, 2004
- From ‘Model Change’ to Regime Change: The Metamorphosis of the MSZMP’s Tactics in the Democratic Transition. In: The Roundtable Talks of 1989 (Ed.: András Bozóki) CEU Press, 2002. 41–69.
- A történeti tudat sokszínűsége. In: Vargyas, Zoltán (szerk.) Mit kezdjünk vele? Kádár János (1912–1989)  XX. Század Intézet, Budapest, 2007.
- Az emberi tényező. Ideológiai átalakulás a hetvenes években. In: Majtényi György, Szabó Csaba (szerk.) Rendszerváltás és Kádár-korszak. ÁBTL–Kossuth Kiadó, 2008
- Hungary and the Cuban Missile Crisis: Selected Documents, 1961–1963. CWIHP Bulletin, Woodrow Wilson Center Press, Washington, 2012 (with Csaba Békés).
- Nagy Imre és Kádár János. A politikai ellenállás és együttműködés paradoxonjai, Korunk, 2018
- A sztálinizmus kelet-közép-európai esélyei: A népi demokratikus elkanyarodás. In: Gyarmati, György; Pihurik, Judit (szerk.) Metszetek bolsevizmusról, sztálinizmusról. Magyar Történelmi Társulat, ÁBTL, Kronosz Kiadó, 2018
- Socialist or Realist: The Poetics of Politics in Soviet Hungary. In: Evgeny, Dobrenko; Natalia, Jonsson-Skradol (szerk.) Socialist Realism in Central and Eastern European Literatures under Stalin: Institutions, Dynamics, Discourses. Anthem Press, Cambridge, 2018
- Globális versengések metszetei: szovjet blokk és a hidegháborús kihívások. Korall, 2021. 22: 85. 93-112.
- Globalizációpercepciók: Szovjet típusú modellek és a „technológiai racionalitás”. MTA−SZTE−ELTE Globalizációtörténeti Kutatócsoport, Szeged, 2021. 30 p.
- Az ideológia mint erőszak. In: Margittai Linda – Tomka Béla (szerk.) Történelem és erőszak. Hajnal István Kör Társadalomtörténeti Egyesület, Szeged, 2021. 352-364.
- The Decades of Détente. Múltunk, 2019. 64: Special Issue. 28-58.

### Irodalmi publikációk
- Értelmezési kísérletek. Nádas Péter: Emlékiratok könyve. Vigilia, 1988
- Dr. Hozelka érzéki utazása az asszociációk szküllája és a koncentráció kharübdisze között; avagy az asszociatív próza filozófiája, Jelenkor, 1989
- Teremtett világok. Beszélgetés El Kazovszkijjal, Nappali Ház, 1991
- A következetlenség dicsérete. Kritikai helyzet-vázlat, Nappali Ház, 1991
- A lehetséges harmadik. Az erotika geometriája, Nappali Ház, 1993
- Teljes vagy egész. Két könyv 1986-ban. Nádas Péter: Emlékiratok könyve és Esterházy Péter: Bevezetés a szépirodalomba, Beszélő, 1999

### Letölthető publikációk
- ResearchGate
- Academia.edu
- Szaktars.hu (Történelmi galaxisok vonzásában)